# Jacques Vallée
Jacques Vallée (Pontoise, 24. rujna 1939.), franucusko-američki ufolog, informatički znanstvenik i bivši astronom, trenutno živi u San Franciscu, SAD.

## Rani život i karijera
Dr. Vallée je rođen u Pontoiseu, Francuska. Dobio je znanstveni doktorat u matematici u Sorbonni, nakon koje je slijedio doktorat u astrofizici sa Sveučilišta Lille. Počeo je profesionalnu karijeru kao astronom u Pariškom Opservatoriju 1961. godine. Iste godine s navršenih 19 godina dobiva nagradu Jules Verne za najbolji znanstveno fantastični roman "Potprostor" (Le Sub-Espace).
U SAD je došao 1962. godine i počeo raditi kao astronom na Sveučilištu u Teksasu u Austinu. Prvi posao mu je bio napraviti detaljnu kartu Marsa za NASA-u.
1967. godine dobiva doktorat iz informatičkih znanosti. Vallée postaje glavni nadglednik velikog NSF projekta za umrežavanje računala mnogo prije nego što je nastao Internet.
Dr. Vallée je također napisao četiri knjige o visokoj tehnologiji uključujući Computer Message Systems, Electronic Meetings, The Network Revolution, i The Heart of the Internet.
Valee je najviše istraživao čudna bića u Brazilu koje su tamošnji stanovnici opisali da ih napadaju noću. Također je i istraživao poznato masovno viđenje NLO-a u Francuskoj poznato pod imenom "french flap". 
Ima suprugu i dvoje djece.

## NLO istraživanja i akademski rad
U ožujku 1955. Vallée prvi puta vidi leteći tanjur iznad njegovog doma u Pontioseu. Šest godina kasnije 1961. dok je radio u Francuskom Svemirskom Odboru, Vallée je bio svjedokom uništavanja vrpci koje su sadržavale podatke o praćenju nepoznatih objekata oko Zemlje. To je doprinijelo Valléeovom dugogodišnjem interesu za NLO fenomen.

## Teorija
Jacques Vallée, tvrdi da leteći tanjuri ne dolaze s neke udaljene planete već isključivo iz neke druge dimenzije. On je zaključio da vanzemaljci mogu dolaziti od bilo kuda. Ta bića mogu biti multidimenzionalna, izvan svemira i vremena, da mogu postojati zajedno s ljudima i ostati neprimijećeni.
Vallée predlaže postojanje neljudske svijesti, koja može, ali ne mora, posjedovati fizičko tijelo ili tijela koja postoji na Zemlji ili oko nje i koja je sposobna manipulirati prostorom, vremenom i svijesti na načine na koje mi ne razumijemo. Vallée je uvjeren da ljudi mogu shvatiti veću realnost tog fenomena. On vjeruje da fenomen predstavlja stranu inteligenciju koja se može manifestirati u različitim oblicima, uključujući vanzemaljce, religiozne likove, duhove i paranormalne sposobnosti.
Ti "vanzemaljci", čini se, koriste se obmanom velikih razmjera, tako da se ne može vjerovati da su oni to čime se predstavljaju. Povijesno gledano, predindustrijski ljudi su vjerovali u postojanja duhova, zmajeva, vilenjaka, demona itd. Sva su ta bića imala nadljudske moći, često sklona podvalama, otimanju djece, silovanju žena ili odvođenja ljudi u druge dimenzije.
Kako su se ljudi počeli industrijalizirati i postajati sve manje praznovjerni, čini se da se dogodila promjena u prikazivanju samog fenomena. Ljudi su počeli viđati tehnološke objekte (NLO) koji posjeduju posebne sposobnosti (kao brzina, neranjivost) koje su analogne magiji vilenjaka, zmajeva i drugih prethodnika.
Ne zna se koliko su viđenja NLO-a povezana s predmeditiranim stanjem očevica koji ih gleda. Motivi svijesti takve osobe su nepoznati, to bi mogla biti neka vrst testa o krajnoj prirodi realnosti i ljudske sposobnosti da ju shvati, unatoč hendikepiranosti društva i njegovih tabua o tome što je prihvaćeno ili nije prihvaćeno. Možda bića sa sposobnošću da savinu svemir i vrijeme komuniciraju telepatski posjeduju konačni ključ fizičkim zakonima koji upravljaju svemirom. Ono što se možda događa je neka vrsta prvog kontakta viđenog u hollywoodskim filmovima.
Kada je Jacques Vallee iznio svoja mišljenja Stevenu Spielbergu, koji je tada radio na "Bliskim Susretima Treće Vrste", Spielberg mu je rekao da su njegove teorije vjerojatno točne samo što ljudi žele vidjeti stvari onako kako je on to prikazao u filmu. 

## Jacques Vallée u popularnoj kulturi
Američki redatelj Steven Spielberg je lik francuskog ufologa, u filmu "Bliski susreti treće vrste", zasnovao na Jacquesu Valleu, a glumio ga je poznati francuski redatelj François Truffaut.